# Curling a 2018. évi téli olimpiai játékokon
A 2018. évi téli olimpiai játékokon a curlingtornákat február 8. és 24. között rendezték Kangnung (Gangneung)ban. A férfiaknál és a nőknél is egyaránt 10–10 csapat vett részt. A házigazda Dél-Korea automatikus résztvevő.
Az olimpiák történetében először volt a programban a vegyes páros versenyszám.

## Naptár
Az időpontok helyi idő szerint (UTC+9) és magyar idő szerint (UTC+1) is olvashatóak. A döntők kiemelt háttérrel vannak jelölve.
| Dátum       | Helyi idő | Magyar idő | Versenyszám                 |
| ----------- | --------- | ---------- | --------------------------- |
| Február 8.  | 9:05      | 1:05       | vegyes páros, 1. forduló    |
| Február 8.  | 20:05     | 12:05      | vegyes páros, 2. forduló    |
| Február 9.  | 8:35      | 0:35       | vegyes páros, 3. forduló    |
| Február 9.  | 13:35     | 5:35       | vegyes páros, 4. forduló    |
| Február 10. | 9:05      | 1:05       | vegyes páros, 5. forduló    |
| Február 10. | 20:05     | 12:05      | vegyes páros, 6. forduló    |
| Február 11. | 9:05      | 1:05       | vegyes páros, 7. forduló    |
| Február 12. | 9:05      | 1:05       | vegyes páros, 1. elődöntő   |
| Február 12. | 20:05     | 12:05      | vegyes páros, 2. elődöntő   |
| Február 13. | 9:05      | 1:05       | vegyes páros, bronzmérkőzés |
| Február 13. | 20:05     | 12:05      | vegyes páros, döntő         |
| Február 14. | 9:05      | 1:05       | férfi, 1. forduló           |
| Február 14. | 14:05     | 6:05       | női, 1. forduló             |
| Február 14. | 20:05     | 12:05      | férfi, 2. forduló           |
| Február 15. | 9:05      | 1:05       | női, 2. forduló             |
| Február 15. | 14:05     | 6:05       | férfi, 3. forduló           |
| Február 15. | 20:05     | 12:05      | női, 3. forduló             |
| Február 16. | 9:05      | 1:05       | férfi, 4. forduló           |
| Február 16. | 14:05     | 6:05       | női, 4. forduló             |
| Február 16. | 20:05     | 12:05      | férfi, 5. forduló           |
| Február 17. | 9:05      | 1:05       | női, 5. forduló             |
| Február 17. | 14:05     | 6:05       | férfi, 6. forduló           |
| Február 17. | 20:05     | 12:05      | női, 6. forduló             |
| Február 18. | 9:05      | 1:05       | férfi, 7. forduló           |
| Február 18. | 14:05     | 6:05       | női, 7. forduló             |
| Február 18. | 20:05     | 12:05      | férfi, 8. forduló           |
| Február 19. | 9:05      | 1:05       | női, 8. forduló             |
| Február 19. | 14:05     | 6:05       | férfi, 9. forduló           |
| Február 19. | 20:05     | 12:05      | női, 9. forduló             |
| Február 20. | 9:05      | 1:05       | férfi, 10. forduló          |
| Február 20. | 14:05     | 6:05       | női, 10. forduló            |
| Február 20. | 20:05     | 12:05      | férfi, 11. forduló          |
| Február 21. | 9:05      | 1:05       | női, 11. forduló            |
| Február 21. | 14:05     | 6:05       | férfi, 12. forduló          |
| Február 21. | 20:05     | 12:05      | női, 12. forduló            |
| Február 22. | 20:05     | 12:05      | férfi, 1. és 2. elődöntő    |
| Február 23. | 13:35     | 5:35       | férfi, bronzmérkőzés        |
| Február 23. | 20:05     | 12:05      | női, 1. és 2. elődöntő      |
| Február 24. | 15:35     | 7:35       | férfi, döntő                |
| Február 24. | 20:05     | 12:05      | női, bronzmérkőzés          |
| Február 25. | 9:05      | 1:05       | női, döntő                  |

## Éremtáblázat
(Az egyes számoszlopok legmagasabb értéke, vagy értékei vastagítással kiemelve.)
| A 2018. évi téli olimpiai játékok éremtáblázata curlingben | A 2018. évi téli olimpiai játékok éremtáblázata curlingben | A 2018. évi téli olimpiai játékok éremtáblázata curlingben | A 2018. évi téli olimpiai játékok éremtáblázata curlingben | A 2018. évi téli olimpiai játékok éremtáblázata curlingben | Olimpia  |
| ---------------------------------------------------------- | ---------------------------------------------------------- | ---------------------------------------------------------- | ---------------------------------------------------------- | ---------------------------------------------------------- | -------- |
|                                                            | Ország                                                     | Arany                                                      | Ezüst                                                      | Bronz                                                      | Összesen |
| 1.                                                         | Svédország (SWE)                                           | 1                                                          | 1                                                          | 0                                                          | 2        |
| 2.                                                         | Egyesült Államok (USA)                                     | 1                                                          | 0                                                          | 0                                                          | 1        |
| 2.                                                         | Kanada (CAN)                                               | 1                                                          | 0                                                          | 0                                                          | 1        |
|                                                            |                                                            |                                                            |                                                            |                                                            |          |
| 4.                                                         | Svájc (SUI)                                                | 0                                                          | 1                                                          | 1                                                          | 2        |
| 5.                                                         | Dél-Korea (KOR)                                            | 0                                                          | 1                                                          | 0                                                          | 1        |
|                                                            |                                                            |                                                            |                                                            |                                                            |          |
| 6.                                                         | Japán (JPN)                                                | 0                                                          | 0                                                          | 1                                                          | 1        |
| 6.                                                         | Norvégia (NOR)                                             | 0                                                          | 0                                                          | 1                                                          | 1        |
|                                                            |                                                            |                                                            |                                                            |                                                            |          |
| Összesen                                                   | Összesen                                                   | 3                                                          | 3                                                          | 3                                                          | 9        |

## Érmesek
| A 2018. évi téli olimpiai játékok érmesei curlingben | | |                                                                                                   |
| Versenyszám                                          | Arany                                                                                                  | Ezüst | Bronz                                                                                             |
| Férfi                                                | Egyesült Államok (USA) · John Shuster · Tyler George · Matt Hamilton · John Landsteiner · Joe Polo     | Svédország (SWE) · Niklas Edin · Oskar Eriksson · Rasmus Wranå · Christoffer Sundgren · Henrik Leek                                                              | Svájc (SUI) · Benoît Schwarz · Claudio Pätz · Peter de Cruz · Valentin Tanner · Dominik Märki     |
| Női                                                  | Svédország (SWE) · Anna Hasselborg · Sara McManus · Agnes Knochenhauer · Sofia Mabergs · Jennie Wåhlin | Dél-Korea (KOR) · Kim Undzsong (Kim Eun-jung) · Kim Gjonge (Kim Kyeong-ae) · Kim Szonjong (Kim Seon-yeong) · Kim Jongmi (Kim Yeong-mi) · Kim Dzsohi (Kim Cho-hi) | Japán (JPN) · Fudzsiszava Szacuki · Josida Csinami · Szuzuki Jumi · Josida Jurika · Motohasi Mari |
| Vegyes páros                                         | Kanada (CAN) · Kaitlyn Lawes · John Morris                                                             | Svájc (SUI) · Jenny Perret · Martin Rios | Norvégia (NOR) · Kristin Skaslien · Magnus Nedregotten                                            |